# Planchonella guillauminii
Planchonella guillauminii är en tvåhjärtbladig växtart som beskrevs av Herman Johannes Lam. Planchonella guillauminii ingår i släktet Planchonella och familjen Sapotaceae.
Artens utbredningsområde är Vanuatu. Inga underarter finns listade i Catalogue of Life.